# Taiwan Open 2017
Тайбей 2017 — жіночий тенісний турнір, що пройшов на закритих кортах з твердим покриттям. Це був другий за ліком турнір. Належав до серії International у рамках Туру WTA 2017. Того року турнір переїхав з Гаосюна до Тайбея.

## Очки і призові

### Нарахування очок
| Дисципліна1      | П   | Ф   | ПФ  | ЧФ | 1/8 | 1/16 | Q   | Q3  | Q2  | Q1  |
| Одиночний розряд | 280 | 180 | 110 | 60 | 30  | 1    | 18  | 14  | 10  | 1   |
| Парний розряд    | 280 | 180 | 110 | 60 | 1   | Н/Д  | Н/Д | Н/Д | Н/Д | Н/Д |

### Призові гроші
| Дисципліна       | П       | Ф       | ПФ      | ЧФ     | 1/8    | 1/162  | Q2     | Q1   |
| Одиночний розряд | $43,000 | $21,400 | $11,500 | $6,175 | $3,400 | $2,100 | $1,020 | $600 |
| Парний розряд *  | $12,300 | $6,400  | $3,435  | $1,820 | $960   | Н/Д    | Н/Д    | Н/Д  |

1 кваліфаєри також отримують призові гроші 1/16 фіналу

* на пару

## Учасниці основної сітки в одиночному розряді

### Сіяні учасниці
| Країна    | Гравчиня            | Рейтинг1 | Сіяна |
| --------- | ------------------- | -------- | ----- |
| Україна   | Еліна Світоліна     | 13       | 1     |
| Австралія | Саманта Стосур      | 21       | 2     |
| Франція   | Каролін Гарсія      | 24       | 3     |
| Латвія    | Анастасія Севастова | 33       | 4     |
| Чехія     | Катерина Сінякова   | 37       | 5     |
| Японія    | Місакі Дой          | 41       | 6     |
| США       | Шелбі Роджерс       | 52       | 7     |
| Сербія    | Єлена Янкович       | 54       | 8     |

- 1 Рейтинг подано станом на 16 січня 2017.

### Інші учасниці
Нижче наведено учасниць, які отримали вайлдкард на участь в основній сітці:
- Lee Ya-hsuan
- Луціє Шафарова
- Саманта Стосур[1]

Такі учасниці отримали право на участь завдяки захищеному рейтингові:
- Галина Воскобоєва

Нижче наведено гравчинь, які пробились в основну сітку через стадію кваліфікації:
- Марина Еракович
- Луціє Градецька
- Унс Джабір
- Даліла Якупович
- Мію Като
- Александра Крунич

### Знялись з турніру
До початку турніру
- Кетрін Белліс → її замінила  Одзакі Ріса
- Крістіна Кучова → її замінила  Менді Мінелла
- Сабіне Лісіцкі → її замінила  Яна Чепелова
- Крістіна Макгейл → її замінила  Магда Лінетт
- Полін Пармантьє → її замінила  Франческа Ск'явоне
- Алісон Ріск → її замінила  Нао Хібіно

### Знялись
- Сорана Кирстя (травма лівого зап'ястка)

## Учасниці основної сітки в парному розряді

### Сіяні пари
| Країна            | Гравчиня           | Країна            | Гравчиня          | Рейтинг1 | Сіяна |
| ----------------- | ------------------ | ----------------- | ----------------- | -------- | ----- |
| Китайський Тайбей | Чжань Хаоцін       | Китайський Тайбей | Чжань Юнжань      | 26       | 1     |
| Чехія             | Луціє Градецька    | Чехія             | Катерина Сінякова | 45       | 2     |
| Грузія            | Оксана Калашникова | Сербія            | Александра Крунич | 100      | 3     |
| Японія            | Ері Нодзумі        | Японія            | Мію Като          | 105      | 4     |

- 1 Рейтинг подано станом на 16 січня 2017.

### Інші учасниці
Нижче наведено пари, які отримали вайлдкард на участь в основній сітці:
- Hsieh Shu-ying /  Hsu Ching-wen
- Lee Ya-hsuan /  Пеангтарн Пліпич

## Переможниці та фіналістки

### Одиночний розряд
- Еліна Світоліна —  Пен Шуай 6–3, 6–2

### Парний розряд
- Чжань Хаоцін /  Чжань Юнжань —  Луціє Градецька /  Катерина Сінякова, 6–4, 6–2